# Norwegian Getaway
Norwegian Getaway – statek pasażerski należący do floty Norwegian Cruise Line. Statek został zbudowany w stoczni Meyer Werft w niemieckim Papenburgu. Został przekazany inwestorowi 10 stycznia 2014.
Statek wypływa głównie w tygodniowe rejsy z Miami w rejon wysp karaibskich. W 2017, 2019 oraz 2022 roku jednostka odwiedziła Gdynię.
Portem macierzystym jest Miami.
Jednostka, według stanu na 2017 rok, jest na 13. pozycji w rankingu największych statków pasażerskich świata.

## Galeria

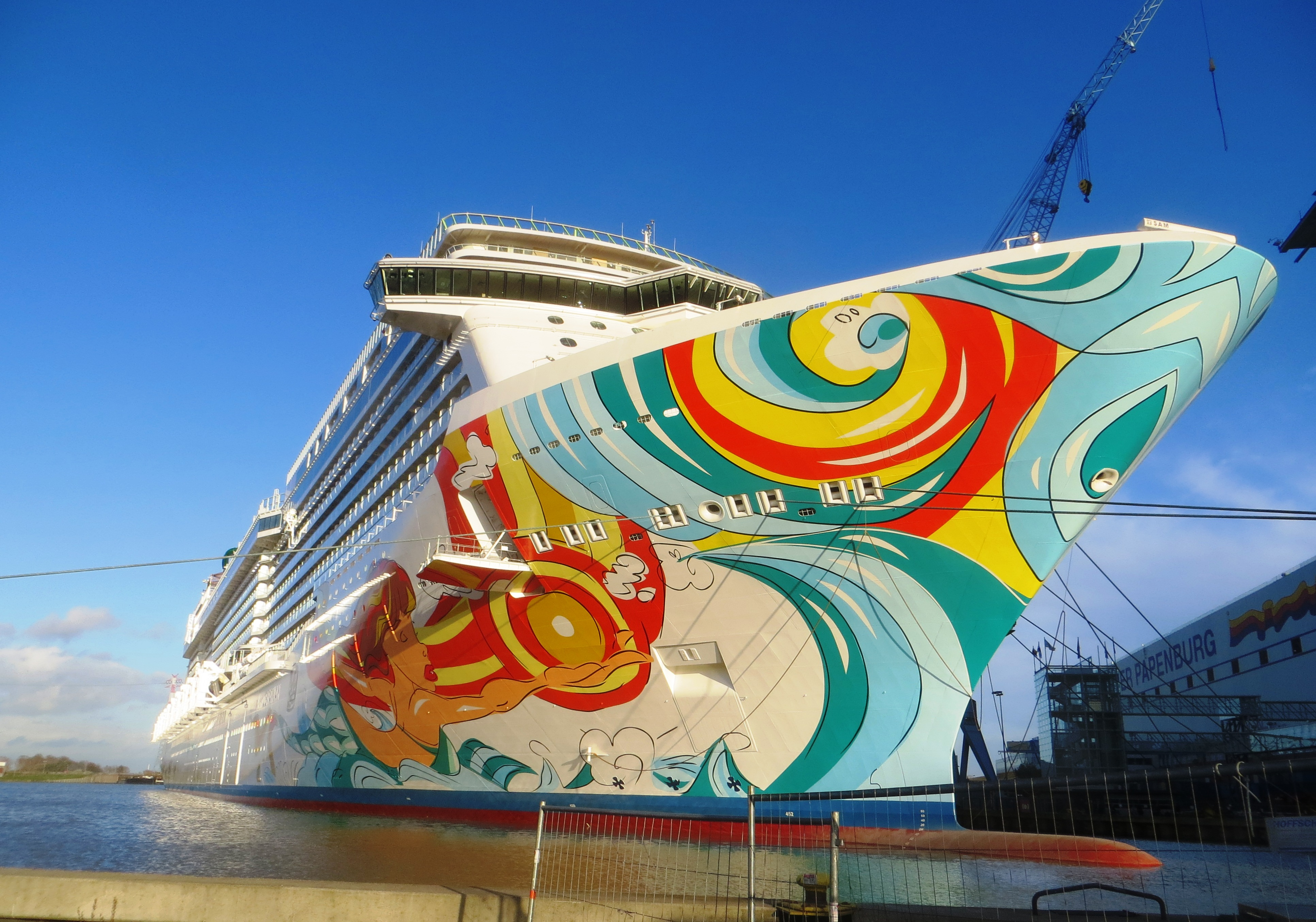
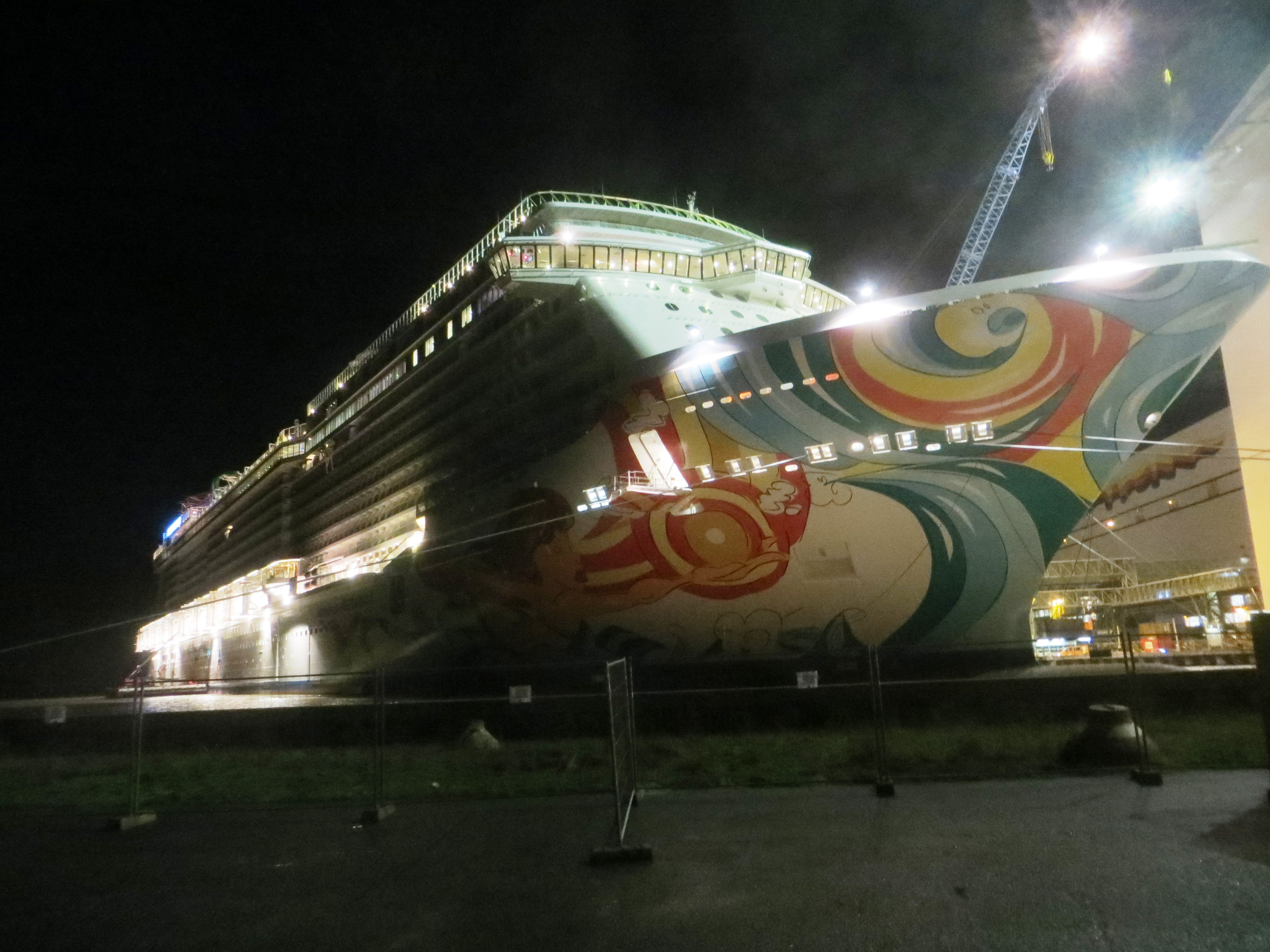
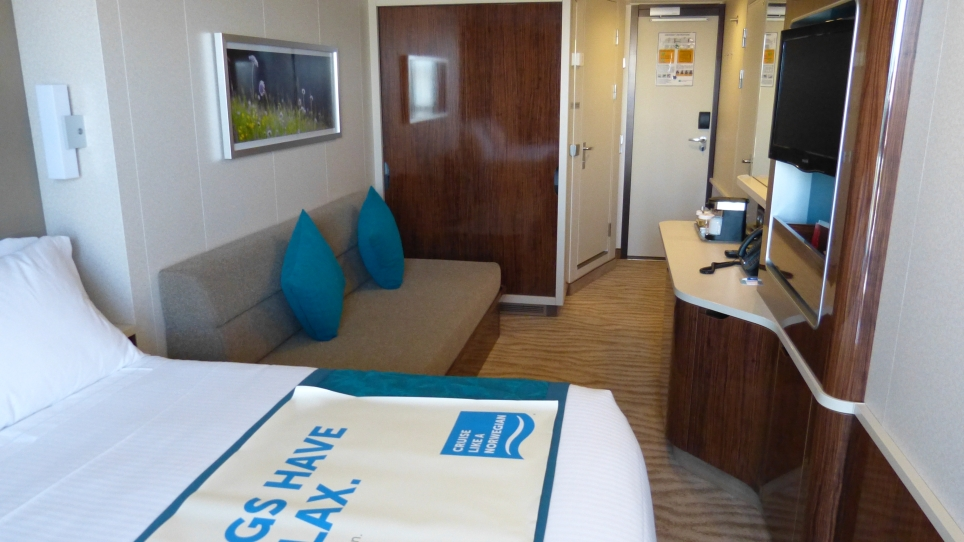